# Patlıcanlı köfte

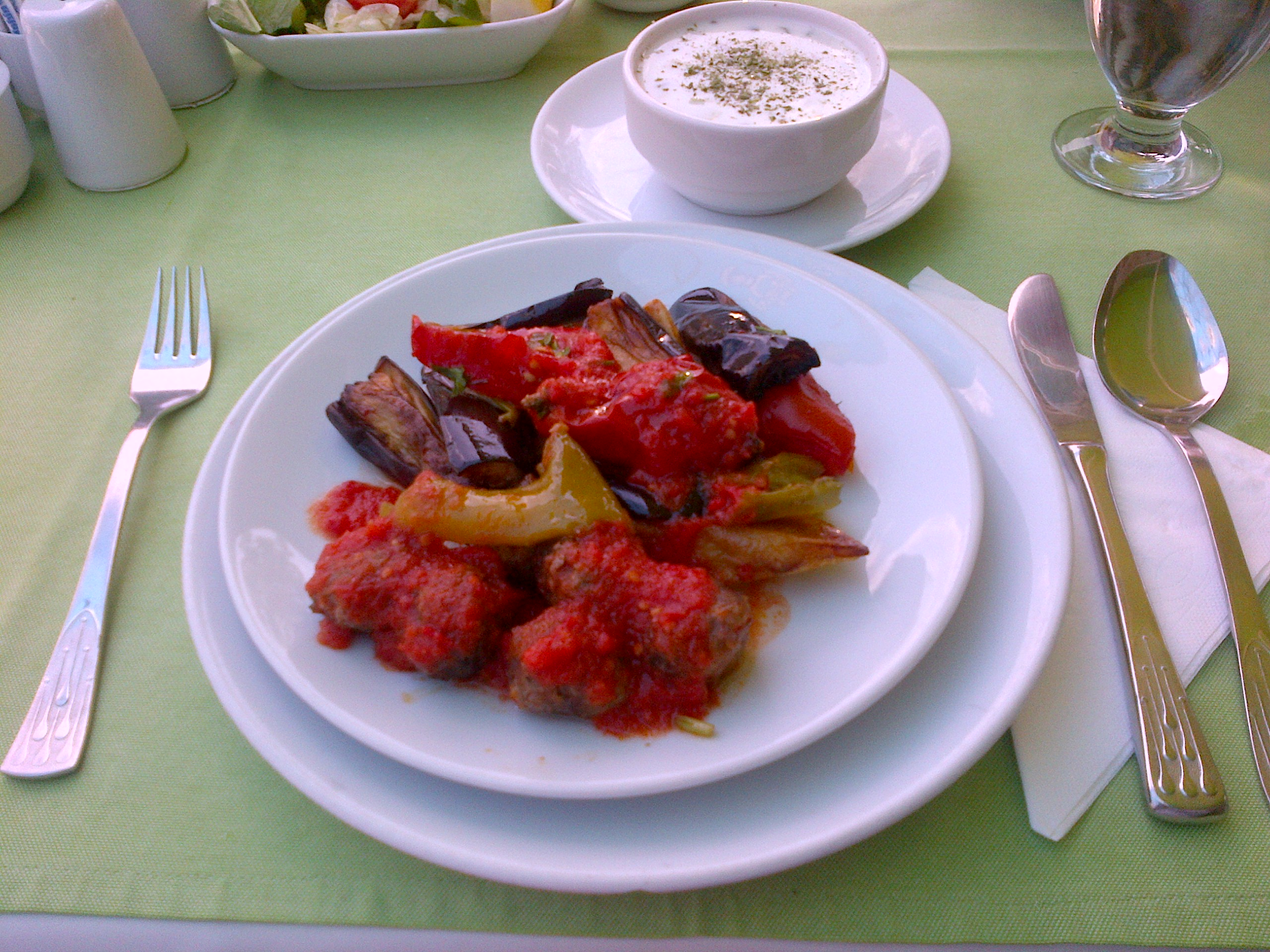
Patlıcanlı köfte i cacık.

Patlıcanlı köfte és un plat de köfte amb albergínia de la cuina turca.

## Elaboració
Una cop elaborades, les mandonguilles es fregeixen. Les alberginies (tallades com a la imatge) també es fregeixen. Després cada köfte és cobert amb un tros d'alberginia. Les mandonguilles i les albergínies s'uneixen amb l'ajuda d'uns escuradents. Es decoren amb un tall de tomàquet o un tros de pebre verd. Tot això es col·loca en una safata de forn. Es posa damunt una salsa de tomàquet fet amb salça. Es cuina al forn prèviament escalfat.